# Rounders (esporte)
O rounders é um esporte do tipo taco e bola jogado por duas equipes, onde o arremessador arremessa a bola e o rebatedor rebate a bola e precisa tocar os bastões das quatro bases.

## História

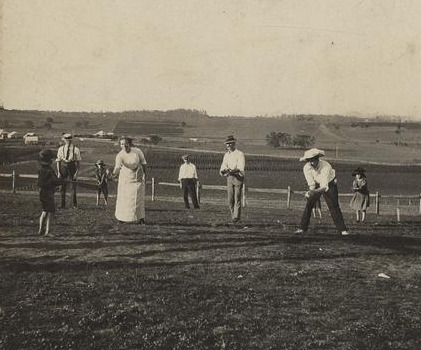
Partida de rounders em 1913.

Jogado no Reino Unido desde o chamado Período Tudor durante a renascença, é popular entre crianças em escolas, sua primeira referência vêm do livro infantil A Little Pretty Pocket-Book, onde é chamado de base-ball, a primeira série de regras do esporte veio com a Gaelic Athletic Association da Irlanda em 1884, na Inglaterra a sua primeira série de regras veio com a Rounders England em 1943. As Regras Knickerbocker e o Jogo de Massachusetts criados nos Estados Unidos têm regras baseadas no rounders, posteriormente essas regras deram origem ao beisebol.